# Giovanni Todeschino
Giovanni Todeschino né à Bergame, est un enlumineur italien actif entre 1482 et 1503, principalement à Naples.

## Biographie

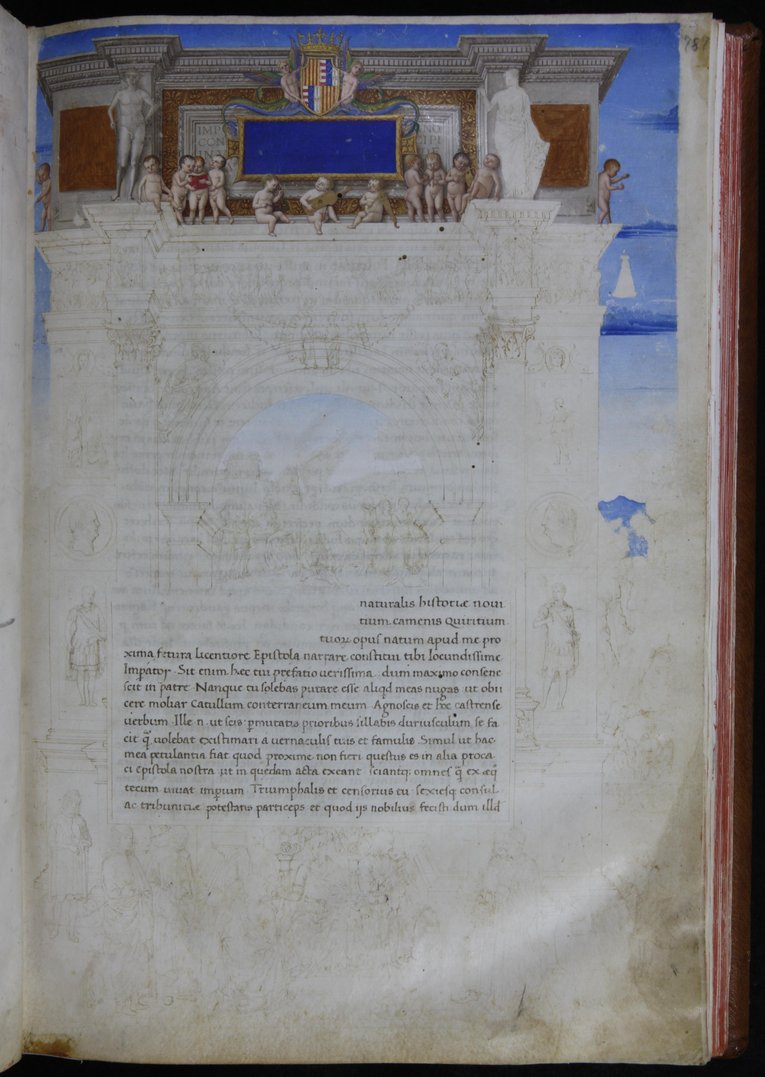
Frontispice de lHistoire naturelle de Pline.

Il a été avancé l'hypothèse selon laquelle Giovanni Todeschino a été le fils du scribe et enlumineur, Gioacchino di Giovanni, d'où son appellation en italien « Todeschino » (« petit Allemand »). Ce lien de parenté a cependant été depuis remis en cause. 
Giovanni Todeschino, né à Bergame selon son testament, est mentionné dans les archives des rois de Naples à partir de 1482 pour lesquels il réalise plusieurs décorations d'ouvrages en collaboration avec les autres membres de l'atelier royal : Cola Rapicano, son fils Nardo ou encore Cristoforo Majorana. 
Il semble avoir suivi Frédéric III d'Aragon lors de son exil en Touraine. À cette occasion et pendant un bref séjour entre l'hiver 1501 et le printemps 1502, il réalise plusieurs œuvres en France et collabore avec Jean Bourdichon sur divers manuscrits dont le livre d'Heures de Frédéric d’Aragon. Il a à cette occasion marqué le style de plusieurs enlumineurs tourangeaux. Il est de retour à Naples dès juin 1503 où il est indiqué comme résident à San Domenico Maggiore. Il meurt quelque temps plus tard, avant janvier 1504.
Pietro Summonte, dans une lettre adressée le 20 mars 1524 à Marcantonio Michiel, fait encore référence à lui en termes élogieux et indique qu'il a été influencé par l'enlumineur romain d'origine padouanne Gaspare de Padoue
Teresa Urso a proposé d'identifier Giovanni Todeschino au « Maître de Pline de Londres », un enlumineur actif à Rome avec ,. Cette identification est cependant remise en cause par Jonathan Alexander qui voit un style différent. 

## Œuvres

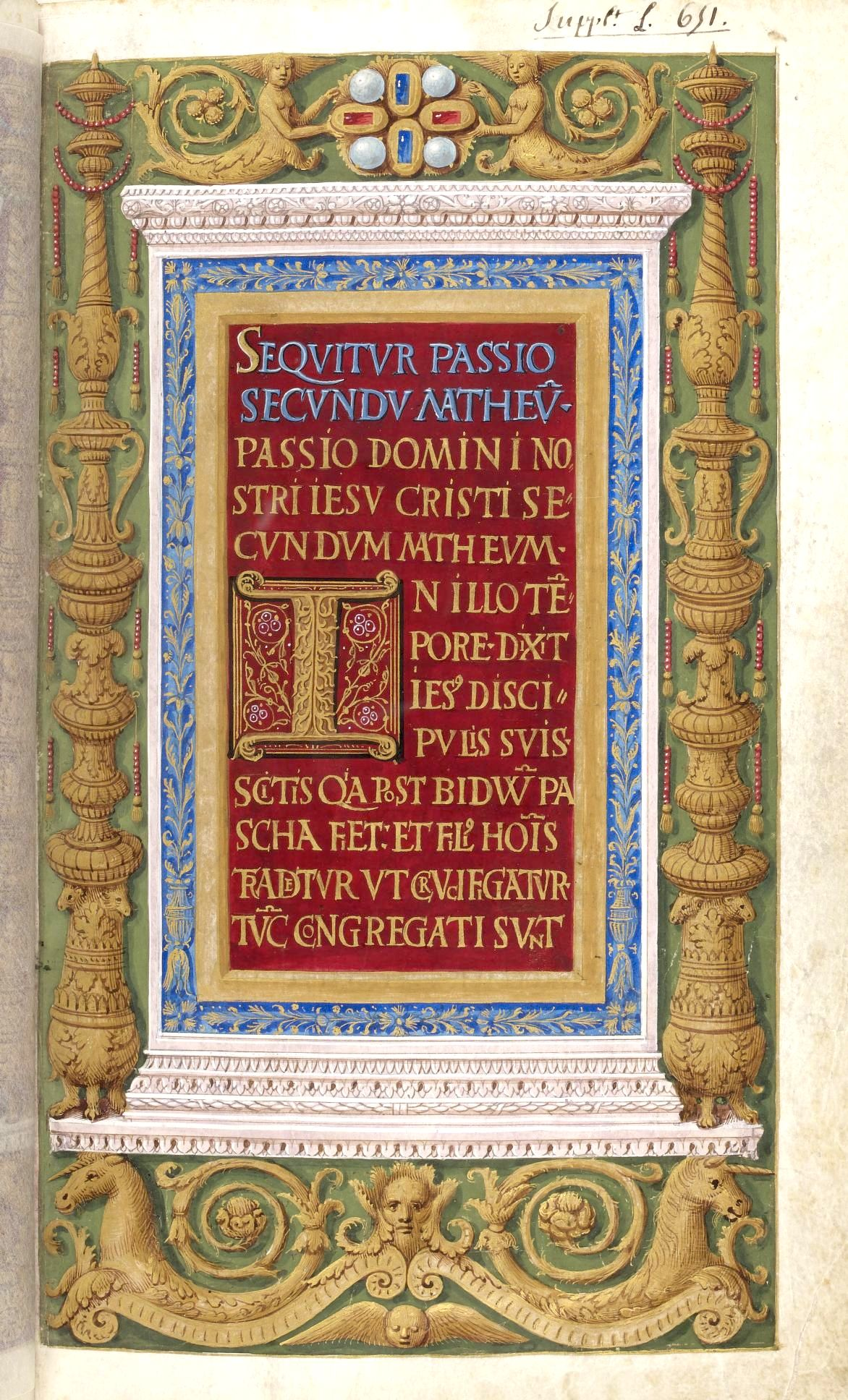
Folio des Heures de Frédéric d'Aragon, dans les cadres sont attribués à Todeschino.

- Histoire naturelle de Pline l'Ancien, vers 1470-1480, par Cola Rapicano et Cristoforo Majorana, achevée après 1494 par Todeschino, Bibliothèque Historique de l'université de Valence, Ms.691[9]
- livre d’heures pour un commanditaire napolitain anonyme, 2 miniatures (f.176v et 179) en collaboration avec Giovanni Todeschino et Nardo Rapicano, 1483, Morgan Library and Museum, New York, M.1052[10]
- Moralia in Job de Grégoire le Grand, commencé en 1485 pour Jean d'Aragon par Gaspare de Padoue et achevé par Todeschino et Cristoforo Majorana, ancienne collection Georges d'Amboise, Bibliothèque nationale de France, Latin 2231(1-3)[11]
- Decades de Flavio Biondo, 1494, Bibliothèque d'État de Bavière, Munich, Clm 11324[12]
- Odes d'Horace, vers 1495, Kupferstichkabinett Berlin, Ms.78D14
- Livre d'Heures de Frédéric d'Aragon, en collaboration avec Jean Bourdichon et son atelier dontle Maître de Claude de France, vers 1501, B.N.F. Lat. 10532[13]
- Officia octo (recueil de prières) de Leonardo Corvino, en collaboration avec Bourdichon, British Library, Ms Add 21591
- Livre d'Heures pour Anne de Bretagne, musée Teyler, Haarlem.
- Heures dites de la Sainte-Chapelle pour Jean II Nicolay, passé en vente chez Sotheby's le 19 juin 1989 lot 3033, collection particulière[14]
- Crucifixion, New York, collection Breslauer